# Гложје
Гложје (буг. Гложие) је насеље у Србији у општини Босилеград у Пчињском округу. Према попису из 2022. било је 125 становника.

## Демографија
У насељу Гложје живи 290 пунолетних становника, а просечна старост становништва износи 48,6 година (44,8 код мушкараца и 52,9 код жена). У насељу има 128 домаћинстава, а просечан број чланова по домаћинству је 2,55.
Становништво у овом насељу веома је нехомогено (према попису из 2002. године), а у последња три пописа, примећен је пад у броју становника.
|  |

| Демографија | Демографија | Демографија |
| Година      | Становника  | Становника  |
| ----------- | ----------- | ----------- |
| 1948.       | 829         |             |
| 1953.       | 844         |             |
| 1961.       | 796         |             |
| 1971.       | 783         |             |
| 1981.       | 630         |             |
| 1991.       | 428         | 428         |
| 2002.       | 327         | 331         |
| 2011.       | 278         |             |
| 2022.       | 125         |             |

| Етнички састав према попису из 2002.‍ | Етнички састав према попису из 2002.‍ | Етнички састав према попису из 2002.‍ | Етнички састав према попису из 2002.‍ | Етнички састав према попису из 2002.‍ |
| ------------------------------------ | ------------------------------------ | ------------------------------------ | ------------------------------------ | ------------------------------------ |
|                                      |                                      |                                      |                                      |                                      |
| Бугари                               | Бугари                               |                                      | 176                                  | 53,82%                               |
| Срби                                 | Срби                                 |                                      | 73                                   | 22,32%                               |
| Југословени                          | Југословени                          |                                      | 20                                   | 6,11%                                |
| неизјашњени                          | неизјашњени                          |                                      | 41                                   | 12,54%                               |
| непознато                            | непознато                            |                                      | 17                                   | 5,19%                                |

| Година пописа     | 1948. | 1953. | 1961. | 1971. | 1981. | 1991. | 2002. |
| ----------------- | ----- | ----- | ----- | ----- | ----- | ----- | ----- |
| Број домаћинстава | 153   | 152   | 165   | 183   | 166   | 149   | 128   |

| Број чланова      | 1  | 2  | 3  | 4  | 5 | 6 | 7 | 8 | 9 | 10 и више | Просек |
| ----------------- | -- | -- | -- | -- | - | - | - | - | - | --------- | ------ |
| Број домаћинстава | 34 | 40 | 24 | 15 | 9 | 6 | 0 | 0 | 0 | 0         | 2,55   |

| Пол    | Укупно | Неожењен/Неудата | Ожењен/Удата | Удовац/Удовица | Разведен/Разведена | Непознато |
| ------ | ------ | ---------------- | ------------ | -------------- | ------------------ | --------- |
| Мушки  | 151    | 44               | 91           | 11             | 5                  | 0         |
| Женски | 143    | 11               | 91           | 36             | 4                  | 1         |
| УКУПНО | 294    | 55               | 182          | 47             | 9                  | 1         |

| Пол    | Укупно                    | Пољопривреда, лов и шумарство | Рибарство                            | Вађење руде и камена | Прерађивачка индустрија       |
| ------ | ------------------------- | ----------------------------- | ------------------------------------ | -------------------- | ----------------------------- |
| Мушки  | 90                        | 70                            | 0                                    | 0                    | 5                             |
| Женски | 48                        | 43                            | 0                                    | 0                    | 1                             |
| УКУПНО | 138                       | 113                           | 0                                    | 0                    | 6                             |
| Пол    | Производња и снабдевање   | Грађевинарство                | Трговина                             | Хотели и ресторани   | Саобраћај, складиштење и везе |
| Мушки  | 0                         | 10                            | 0                                    | 0                    | 0                             |
| Женски | 0                         | 0                             | 1                                    | 0                    | 0                             |
| УКУПНО | 0                         | 10                            | 1                                    | 0                    | 0                             |
| Пол    | Финансијско посредовање   | Некретнине                    | Државна управа и одбрана             | Образовање           | Здравствени и социјални рад   |
| Мушки  | 0                         | 0                             | 1                                    | 0                    | 0                             |
| Женски | 0                         | 0                             | 0                                    | 2                    | 0                             |
| УКУПНО | 0                         | 0                             | 1                                    | 2                    | 0                             |
| Пол    | Остале услужне активности | Приватна домаћинства          | Екстериторијалне организације и тела | Непознато            | Непознато                     |
| Мушки  | 0                         | 0                             | 0                                    | 4                    | 4                             |
| Женски | 0                         | 0                             | 0                                    | 1                    | 1                             |
| УКУПНО | 0                         | 0                             | 0                                    | 5                    | 5                             |